# 23686 Songyuan
23686 Songyuan è un asteroide della fascia principale. Scoperto nel 1997, presenta un'orbita caratterizzata da un semiasse maggiore pari a 2,6870509 UA e da un'eccentricità di 0,1686710, inclinata di 12,87448° rispetto all'eclittica.